# NOK (음악 그룹)
NOK는 2004년에 데뷔한 대한민국의 4인조 남성 음악 그룹이다.

## 구성원

### 연인
- 본명 최민훈
- 前 차니미니

### 노아
- 본명 김동현

### 시우
- 본명 : 염순철
- 현재 예명 : 염soul철
- 前 보컬트레이너

### 한길 (혼)
- 본명 정한길
- 대학강사 겸 작곡가
- 상명대학교 대학원 뉴미디어음악학과 석사

## 음반
- 연인(戀人) (2004)
- Feelings (Remake) (2005)
- Innervated Creations, Vol. 9 (2017)